# جائزة المجر الكبرى
جائزة المجر الكبرى (بالمجرية: Magyar Nagydíj)‏ ((بالمجرية: Magyar Nagydíj)‏) هو سباق سيارات يقام سنويًا في موغيرود، المجر. منذ عام 1986، أصبح السباق جولة من جولات الاتحاد الدولي للسيارات الفورمولا واحد بطولة العالم.

## التاريخ

### الأصل
أقيم سباق الجائزة الكبرى المجري الأول في 21 يونيو 1936 على مسافة 3.1 ميل (5.0 كـم) المسار الذي وضع في Népliget ،  حديقة في بودابست. أرسلت فرق مرسيدس-بنز، أوتو يونيون، وفيراري المجهزة بألفا روميو ثلاث سيارات، وجمع الحدث حشدًا كبيرًا جدًا. ومع ذلك، كانت السياسة والحرب التي تلت ذلك تعني نهاية سباق الجائزة الكبرى للسيارات في البلاد لمدة خمسين عامًا.

### المجري
كان الانقلاب الكبير الذي قام به بيرني إكلستون، سباق الجائزة الكبرى المجري لعام 1986 ، هو أول سباق للفورمولا ون يجري خلف الستار الحديدي. أقيم السباق في المجرة الملتوية في Mogyoród بالقرب من بودابست، وكان الدعامة الأساسية لتقويم السباق منذ ذلك الحين. كان المكان الوحيد الحالي للجائزة الكبرى الذي لم يشهد أي سباق مبلل حتى سباق الجائزة الكبرى المجري لعام 2006 . شهد سباق الجائزة الكبرى الأول مشاهدة 200.000 شخص  ، على الرغم من أن التذاكر كانت باهظة الثمن في ذلك الوقت. اليوم، لا يزال الدعم حماسيا للغاية، خاصة من الفنلنديين.
نظرًا لطبيعة المسار، الضيق، الملتوي والمترب في كثير من الأحيان بسبب قلة الاستخدام، يرتبط سباق الجائزة الكبرى الهنغاري بالسباقات العملية، حيث تتبع العديد من السيارات بعضها البعض في بعض الأحيان، غير قادرة على المرور. أظهر تيري بوتسن ذلك في عام 1990، حيث أبقى على سيارته ويليامز البطيئة أمام زعيم البطولة أيرتون سينا، غير قادر على إيجاد طريق. إستراتيجية الحفرة غالبا ما تكون حاسمة. في عام 1998، قام فريق فيراري مايكل شوماخر بتغيير إستراتيجيته في منتصف السباق قبل أن يضع شوماخر هامش الفوز بعد أن تم التوقف عن كل التوقفات. يعد التمرير أمرًا نادرًا هنا، على الرغم من أن سباق عام 1989 شهد أداء صعوديًا من نايجل مانسيل في فيراري، الذي بدأ من المركز الثاني عشر على الشبكة وتجاوز السيارات سيارة تلو الأخرى، وأخذ زمام المبادرة عندما كان أيرتون سينا محبطًا من متسابق أبطأ. تم تعديل الدائرة قليلاً في عام 2003 في محاولة للسماح بمزيد من التجاوزات.
تشمل المناسبات البارزة الأخرى في بودابست أول فوز بالجائزة الكبرى لصالح دامون هيل (في عام 1993) وفرناندو ألونسو (في عام 2003، أول فائز بالجائزة الكبرى من إسبانيا، وأصغر فائز بالجائزة الكبرى في ذلك الوقت)، جنسون باتون (في حادثة سباق معبأ في عام 2006)، وهيكي كوفالاينن (في عام 2008، الذي أصبح أيضًا الفائز المائة في سباق بطولة العالم). في عام 1997، اقترب دامون هيل من الفوز في السهام المتدنية من الناحية الفنية - ياماها، لكن سيارته فقدت محركها في اللفة الأخيرة مما جعله يهبط إلى المركز الثاني. في عام 2014، أنهى لويس هاميلتون في المركز الثالث، بفارق ست ثوانٍ عن الفائز دانييل ريكاردو، على الرغم من بدء السباق من ممر الحفرة.
في عام 2001، عادل مايكل شوماخر فوز ألان بروست الذي سجل الرقم القياسي 51 في سباق الجائزة الكبرى في هنغارورينغ، في الحملة التي ضمنت أيضًا بطولة السائقين الرابعة التي تطابق أيضًا مع مسيرة بروست المهنية.
كان سباق الجائزة الكبرى لعام 2006 أول سباق يُعقد هنا في ظروف رطبة. حصل باتون على أول فوز له من المركز 14 على الشبكة.
في سباق الجائزة الكبرى المجرية لعام 2013 ، تم التأكيد على أن المجر ستستمر في استضافة سباق الفورمولا 1 حتى عام 2021. تم إعادة عرض المسار بالكامل لأول مرة في أوائل عام 2016، وتم الإعلان عن تمديد صفقة الجائزة الكبرى لمدة 5 سنوات أخرى، حتى عام 2026. في عام 2020 تم تمديد العقد لمدة عام آخر حتى عام 2027.

## الأسماء الرسمية
- 1987: جائزة Ungarischer الكبرى (بدون راعي رسمي) [8]
- 1988: بوب 84 ماجيار ناجيديج [9]
- 1989: بوب 84 غروسر بريس فون أنغارن [10]
- 1990: الجائزة الكبرى المجرية (لا راعي رسمي) [11]
- 1991، 2006-2007، 2013، 2016: Magyar Nagydíj (بدون راعي رسمي) [12] [13] [14] [15] [16]
- 1992-1995، 1997-2005: Marlboro Magyar Nagydíj [17] [18] [19] [20] [21] [22] [23] [24] [25] [26] [27] [28] [29]
- 1996: جائزة مارلبورو ماغيار ناجيديج الكبرى [30]
- 2008-2009: ING Magyar Nagydíj [31] [32]
- 2010-2012: Eni Magyar Nagydíj [33] [34] [35]
- 2014-2015، 2017: Pirelli Magyar Nagydíj [36] [37] [38]
- 2018-2019: Rolex Magyar Nagydíj [39] [40] [41]
- 2020: أرامكو ماجيار ناجيديج [42]

## الفائزون بالجائزة الكبرى المجرية

### الفائزين المتكررين (السائقين)
| يفوز | سائق            | فاز سنوات                                      |
| ---- | --------------- | ---------------------------------------------- |
| 7    | لويس هاميلتون   | 2007 ، 2009 ، 2012 ، 2013 ، 2016 ، 2018 ، 2019 |
| 4    | مايكل شوماخر    | 1994 ، 1998 ، 2001 ، 2004                      |
| 3    | ايرتون سينا     | 1988 ، 1991 ، 1992                             |
| 2    | نيلسون بيكيت    | 1986 ، 1987                                    |
| 2    | تلة ديمون       | 1993 ، 1995                                    |
| 2    | جاك فيلنوف      | 1996 ، 1997                                    |
| 2    | ميكا هاكينن     | 1999 ، 2000                                    |
| 2    | جنسون باتون     | 2006 ، 2011                                    |
| 2    | سيباستيان فيتيل | 2015 و2017                                     |

### الفائزين المتكررين (الفرق)
| يفوز | البناء   | فاز سنوات                                                                  |
| ---- | -------- | -------------------------------------------------------------------------- |
| 11   | ماكلارين | 1988 ، 1991 ، 1992 ، 1999 ، 2000 ، 2005 ، 2007 ، 2008 ، 2009 ، 2011 ، 2012 |
| 7    | ويليامز  | 1986 ، 1987 ، 1990 ، 1993 ، 1995 ، 1996 ، 1997                             |
| 7    | فيراري   | 1989 ، 1998 ، 2001 ، 2002 ، 2004 ، 2015 ، 2017                             |
| 4    | مرسيدس   | 2013 ، 2016 ، 2018 ، 2019                                                  |
| 2    | ريد بول  | 2010 ، 2014                                                                |

### الفائزين المتكررين (مصنعي المحركات)
| يفوز | الصانع   | فاز سنوات                                                                         |
| ---- | -------- | --------------------------------------------------------------------------------- |
| 12   | مرسيدس * | 1999 ، 2000 ، 2005 ، 2007 ، 2008 ، 2009 ، 2011 ، 2012 ، 2013 ، 2016 ، 2018 ، 2019 |
| 8    | رينو     | 1990 ، 1993 ، 1995 ، 1996 ، 1997 ، 2003 ، 2010 ، 2014                             |
| 7    | فيراري   | 1989 ، 1998 ، 2001 ، 2002 ، 2004 ، 2015 ، 2017                                    |
| 6    | هوندا    | 1986 ، 1987 ، 1988 ، 1991 ، 1992 ، 2006                                           |

## روابط خارجية
- وكالة التذاكر الرسمية للجائزة الكبرى للفورمولا 1 المجرية